# Pierre Fresnay
Pierre Fresnay (4 de abril de 1897 - 9 de enero de 1975) fue un actor teatral y cinematográfico francés.

## Biografía
Su verdadero nombre era Pierre Jules Louis Laudenbach, y nació en París, Francia. Su tío, el actor Claude Garry, fue quien lo convenció para que hiciera una carrera como actor teatral y cinematográfico, Fresnay llegó a ser una de las más importantes personalidades de la interpretación de su época. 
Después del armisticio apareció como Clitandre en Les Femmes savantes, así como en otros papeles juveniles. Entre ellos, Perdican (On ne badine pas avec l'amour, de Musset), Valentin (Il ne faut jurer de rien, de Musset, que también dirigió), Fortunio (Le Chandelier, de Musset).
En la década de 1920 Fresnay actuó en muchas producciones populares, destacando el papel principal de la obra de Marcel Pagnol Marius (1929), que se representó en más de 500 ocasiones. Su primera gran actuación para el cine llegó con el filme Marius (1931), adaptación de la obra del mismo nombre. Hizo el mismo papel en otras dos películas dirigidas por Marcel Pagnol, Fanny (1932) y César (1936).
Participó en más de sesenta filmes, ocho de los cuales con Yvonne Printemps, con quien vivió a partir de 1934. Ese mismo año actuó en la primera versión de la obra de Alfred Hitchcock El hombre que sabía demasiado.

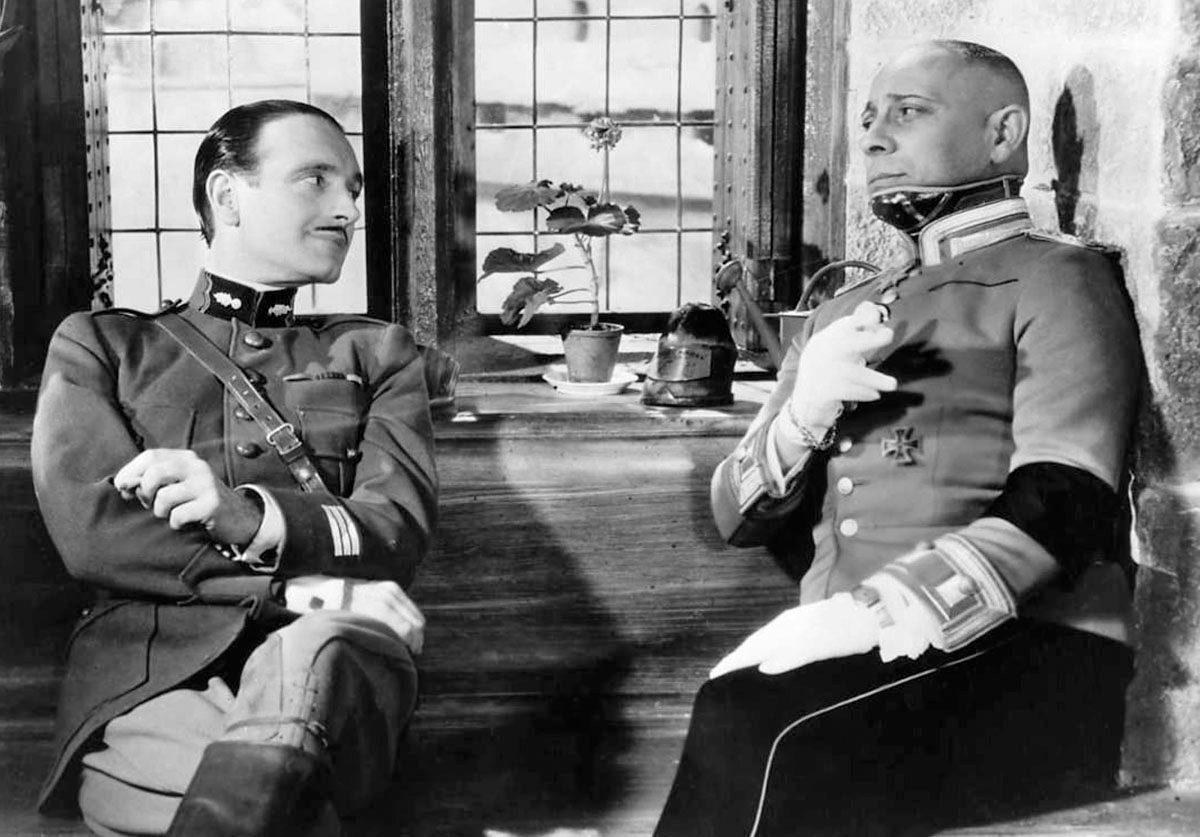
Fresnay (izquierda) con Erich von Stroheim en la película de 1937, La Grande Illusion.

Otra de sus películas más notables fue el título épico de 1937 La gran ilusión, dirigida por Jean Renoir. 
Fue soldado del Ejército Francés durante la Primera Guerra Mundial, y tras la contienda volvió a su carrera considerado como un héroe. Sin embargo, bajo la ocupación alemana en la Segunda Guerra Mundial, Fresnay trabajó para la compañía cinematográfica franco-alemana Continental, para la cual rodó la obra de Henri-Georges Clouzot Le Corbeau y otros filmes. Tras la guerra fue detenido y encarcelado, siendo acusado de colaboracionismo. Tras seis semanas fue liberado por falta de pruebas. A pesar de las declaraciones de Fresnay explicando que había trabajado en el cine para ayudar a salvar la industria cinematográfica francesa en un período de crisis, su popularidad se vio disminuida.
En 1947 fue Vicente de Paúl en Monsieur Vincent, interpretación por la cual ganó la Copa Volpi al mejor actor en el Festival de Venecia. Su interpretación fue descrita en Sight and Sound como "una de las obras más perfectas que se han visto en muchos años en cualquier clima". En 1950 protagonizó la película Dieu a besoin des hommes. También fue el Premio Nobel de la Paz Albert Schweitzer en Il est minuit, Docteur Schweitzer (1952).
En 1954 publicó sus memorias, Je suis comédien. Pierre Fresnay siguió actuando con regularidad tanto en el cine como en el teatro a lo largo de la década de 1960. En los años setenta hizo pocos trabajos para la TV y para el cine. A partir de entonces vivió con la actriz y cantante francesa Yvonne Printemps, a la vez que co-dirigía el Teatro de la Michodière, en París. Falleció en 1975 a causa de problemas respiratorios en Neuilly-sur-Seine, y fue enterrado en esa misma localidad. 
En su autobiografía My Name Escapes Me, Alec Guinness afirma que Fresnay era su actor favorito.

## Premios y distinciones
Festival Internacional de Cine de Venecia
| Año  | Categoría                 | Película         | Resultado |
| ---- | ------------------------- | ---------------- | --------- |
| 1947 | Copa Volpi al mejor actor | Monsieur Vincent | Ganador   |

| Año  | Evento                                              | Categoría              | Película    | Resultado | Cita  |
| ---- | --------------------------------------------------- | ---------------------- | ----------- | --------- | ----- |
| 1956 | Medallas del Círculo de Escritores Cinematográficos | Mejor actor extranjero | El renegado | Ganador   | [ 7 ] |